# My Babe 君が眠るまで
『My Babe 君が眠るまで』（マイ ベイブ きみがねむるまで）は、シャ乱Qの9枚目のシングル。1995年10月21日にBMG JAPANから発売された。

## 概要
- 前作から2か月と短期間でのリリース。テレビ東京系『NEWSモーニングJAM』のエンディングテーマ曲に使用された。
- バンドとしては3曲目のミリオンヒットを果たしている。

## エピソード
- カップリングの「Happy Life」では、まことによるストーリー的な作詞で、唯一変わった歌い方をしている。
- 『紅白歌合戦』など年末の音楽特番では「ズルい女」を歌うことになり、後年もテレビで本曲が披露されることは少なかったが、2001年12月に日本テレビの『速報!歌の大辞テン』で番組の特性上当時ランクインされていた楽曲が分かりやすく流れ、本曲も平成7年冬のトップ10にランクインされ、ヴォーカルのつんくはインタビューで「曲も喜んでいるんじゃないか?」と語っていた。

### 「ロングバケーション」との繋がり
1996年、フジテレビ系列にて放送されていた月9ドラマ『ロングバケーション』第3話に本シングルが登場した。
音楽教室に斉藤貴子（広末涼子）が置き忘れた鞄の中身を瀬名秀俊（木村拓哉）が確認した際に本シングルが入っており、斉藤に音楽に興味を持たせるため、瀬名が本曲のサビ部分をピアノで弾くシーンがドラマ作中にあった。

## チャート成績
累計98.6万枚を売り上げた（オリコン調べ）。日本レコード協会の集計（出荷枚数）ではミリオンセラーに認定されている。

## 収録曲
全編曲：シャ乱Q
1. My Babe 君が眠るまで
作詞・作曲：つんく
2. Happy Life
作詞：まこと 作曲：はたけ
3. My Babe 君が眠るまで(inst.)

## 楽曲の収録アルバム
- シングルベスト10★おまけつき★ (#1)
- BEST OF HISTORY (#1)
- シャ乱Qハタチのベスト・アルバムDVDつき (#1)
- GOLDEN☆BEST シャ乱Q (#1,2)